# Briga (Valais)
Briga -  chamada Brig em alemão e Briga em italiano - é uma localidade do cantão de Valais, situada na Comuna suíça de Briga-Glis.

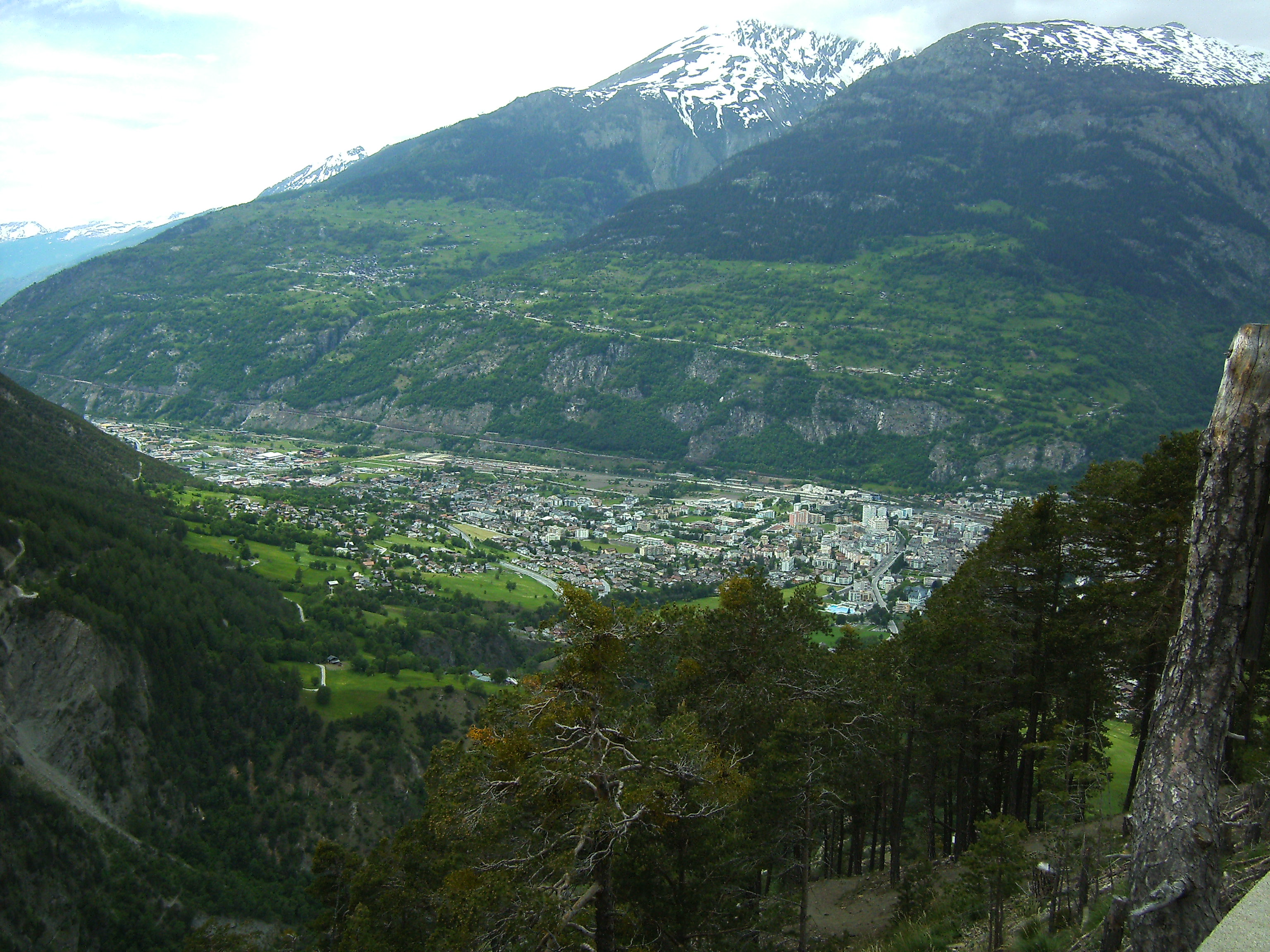
Vista panorâmica

## Toponímia
O nome Briga vem da palavra celta Briga, que significa “fortaleza da colina”.

## História
Em 1215 é mencionada pela primeira vez uma família Briga. Pensa-se que a cidade foi fundada pelos Bispo de Sion.
Entre 1658 e 1678, Kaspar Jodok Stockalper mandou construir uma residência com três torres, pátio interior e parque, o famoso palácio Stockalper que domina a cidade e é o seu ex-libris. A estrada do Simplon foi construída em 1801-1805, alargada em 1949-1960 e integrada à rede das autoestradas 1960. Gaspard Stockalper era conhecido como rei do sal pois fez fortuna neste negócio através do Simplon. 
Dirigido por Religiosas Ursulinas da União Romana Ursulinos, o instituto  Sainte-Ursule de Briga, abriga uma  escola normal para professoras desde  1853, uma  escola de comércio, uma  escola de assuntos caseiros e uma  escola de tecegem desde 1902, e uma escola de ajuda às famílias desde 1985.

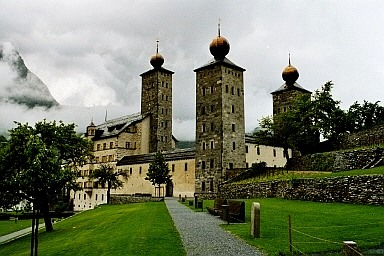
O palácio Stockalper